# Patrick Leclercq
Patrick Leclercq (Lille, Norte-Paso de Calais, 2 de agosto de 1938) fue Ministro de Estado de Mónaco entre el 5 de enero de 2000 y el 1 de mayo de 2005.
Fue nombrado en enero de 2000 como nuevo ministro de estado, para reemplazar a Michel Lévêque. Anteriormente, Leclercq había sido embajador de Francia en España.
Leclercq estudió en el Lycée Janson de Sailly de París y se graduó en la Escuela Nacional de Administración (École nationale d'administration, en francés). Dimitió como ministro de Estado el 1 de mayo de 2005, siendo sustituido por Jean-Paul Proust, pero la ceremonia se realizó unas semanas después debido al fallecimiento del príncipe Rainiero III de Mónaco.
| Predecesor: Michel Lévêque | Ministro de Estado de Mónaco 2000-2005 | Sucesor: Jean-Paul Proust |